# القنب الهندي في مالطا
القنب الهندي في مالطا غير قانوني ولكنه غير تجريم جزئيًا. في عام 2018، قامت مالطا بإضفاء الشرعية على القنب الطبي.

## إجباري
في عام 2015، أدخلت مالطا سياسات جديدة لإلغاء تجريم الحشيش. الحيازة البسيطة ستظل «جريمة قابلة للاعتقال» بالنسبة للشرطة لتكون قادرة على مكافحة الاتجار بالمخدرات، وتقول إن حيازة الحد الأدنى من المخدرات (3.5 جرام) للاستهلاك الشخصي سيتم إلغاء تجريمه فعليًا. سيتم تسليم المخالفين لأول مرة غرامات تتراوح بين 50 يورو و 100 يورو في حالة حيازة القنب. سوف يمثل الجناة المتكررون أمام مجلس إعادة تأهيل مدمني المخدرات، برئاسة رئيس القضاء المتقاعد، والذي سيضع شروطًا لإعادة التأهيل. سيكون خرق الشروط بمثابة جريمة جنائية. يمكن لمحكمة الصلح - في القضايا التي لا تنطوي على استخدام أسلحة أو عنف - أن تعمل كمحكمة مخدرات وإحالة المتهمين للعلاج إلى مجلس إعادة التأهيل.

## القنب الطبي
تمت الموافقة على استخدام نبيكسيمولس بوصفة طبية في عام 2015. ومع ذلك، اعتبارًا من يوليو 2017، لم يتم علاج أي مرضى به.
في مارس 2018، وقع الرئيس المالطي على تشريع قانون يوافق على الحشيش الطبي بوصفة طبية، على الرغم من أن التشريع لم يفصل الشروط المحددة التي تستحق استخدام القنب.

## القنب الترفيهي
في 18 فبراير 2021، أعلن رئيس الوزراء روبرت أبيلا عن خطط لإدخال قانون من شأنه إضفاء الشرعية على حيازة كمية صغيرة من الحشيش والنباتات للاستخدام الشخصي.

## البستنة حرب العصابات
في عام 2014، أفادت وسائل الإعلام الإخبارية أن شتلات القنب كانت تظهر في الدوارات والشرائح الوسطى في جوزو وزيبوغ.